# Ronde van Vlaanderen 2007

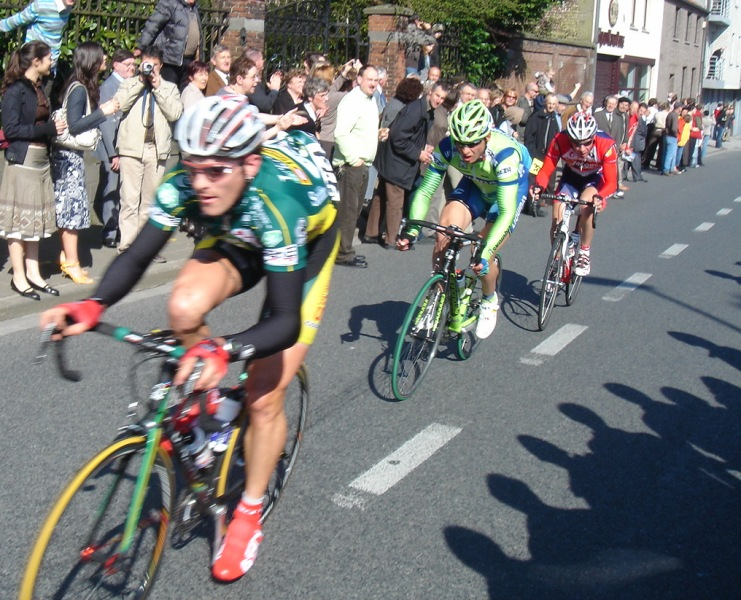
Kolarze podczas Ronde van Vlaanderen 2007

91. edycja Flandryjskiej Piękności odbyła się 8 kwietnia 2007 roku. Wyścig wygrał Włoch, Alessandro Ballan z grupy Lampre-Fondital. Na finiszu pokonał Belga Leifa Hoste, z którym uciekał przez kilkanaście ostatnich kilometrów. Tom Boonen, który był jednym z faworytów wyścigu (wygrał dwie poprzednie edycje) zajął dość odległe, 12. miejsce.

## Trasa
Trasa liczyła 259 km. Start wyścigu miał miejsce w Brugii, meta znajdowała się w Meerbeke, na zachód od Brukseli. Pierwsza część trasy była relatywnie płaska, a od 125 km do mety zaczęły się słynne flandryjskie pagórki, z których część pokryta była brukiem.

### Wykaz podjazdów
| lp. | km  | Nazwa            | Długość podjazdu | Nachylenie średnie | Nachylenie max. | Nawierzchnia |
| --- | --- | ---------------- | ---------------- | ------------------ | --------------- | ------------ |
| 1   | 134 | Molenberg        | 463 m            | 7%                 | 14,2%           | bruk         |
| 2   | 143 | Wolvenberg       | 645 m            | 7,9%               | 17,3%           | asfalt       |
| 3   | 165 | Kluisberg        | 925 m            | 6,8%               | 14,5%           | asfalt       |
| 4   | 173 | Knokteberg       | 1260 m           | 7,3%               | 13,3%           | asfalt       |
| 5   | 180 | Oude Kwaremont   | 2200 m           | 4%                 | 11,6%           | bruk         |
| 6   | 183 | Paterberg        | 360 m            | 12,9%              | 20,3%           | bruk         |
| 7   | 188 | Kortekeer        | 1000 m           | 6,4%               | 17,1%           | asfalt       |
| 8   | 192 | Steenbeekdries   | 700 m            | 5,3%               | 6,7%            | bruk         |
| 9   | 194 | Taaienberg       | 530 m            | 6,6%               | 15,8%           | bruk         |
| 10  | 199 | Eikenberg        | 1000 m           | 6,2%               | 10%             | bruk         |
| 11  | 203 | Boigneberg       | 1050 m           | 5,1%               | 12,4%           | asfalt       |
| 12  | 211 | Leberg           | 950 m            | 4,2%               | 13,8%           | asfalt       |
| 13  | 215 | Berendries       | 940 m            | 7%                 | 12,3%           | asfalt       |
| 14  | 220 | Valkenberg       | 540 m            | 8,1%               | 12,8%           | asfalt       |
| 15  | 226 | Tenbosse         | 455 m            | 6,4%               | 8,7%            | asfalt       |
| 16  | 232 | Eikenmolen       | 610 m            | 5,9%               | 12,5%           | asfalt       |
| 17  | 243 | Muur – Kapelmuur | 1075 m           | 9,3%               | 19,8%           | bruk         |
| 18  | 247 | Bosberg          | 980 m            | 5,8%               | 11%             | bruk         |

## Wyniki
| M-ce | Imię i nazwisko   | Kraj       | Drużyna                            | Czas                      |
| ---- | ----------------- | ---------- | ---------------------------------- | ------------------------- |
| 1.   | Alessandro Ballan | Włochy     | Lampre-Fondital                    | 6h 10min 15s (41,97 km/h) |
| 2.   | Leif Hoste        | Belgia     | Predictor-Lotto                    | + 0.00                    |
| 3.   | Luca Paolini      | Włochy     | Liquigas                           | + 0.05                    |
| 4.   | Karsten Kroon     | Holandia   | Team CSC                           | + 0.05                    |
| 5.   | Władimir Gusiew   | Rosja      | Discovery Channel Pro Cycling Team | + 0.05                    |
| 6.   | Tomas Vaitkus     | Litwa      | Discovery Channel Pro Cycling Team | + 0.13                    |
| 7.   | Nick Nuyens       | Belgia     | Cofidis                            | + 0.13                    |
| 8.   | Dimitrij Murawjew | Kazachstan | Team Astana                        | + 0.13                    |
| 9.   | Michael Boogerd   | Holandia   | Rabobank                           | + 0.13                    |
| 10.  | Stuart O’Grady    | Australia  | Team CSC                           | + 0.35                    |